# スジョングァ
スジョングァ（水正果、수정과）あるいはスジョンガは、朝鮮伝統の飲み物。干し柿などの甘味とショウガ・桂皮（シナモン）の刺激を味わうもので、特に食後のデザート飲料として好まれている。

## 概要
朝鮮のフルーツポンチのようなデザート・ファチェ（花菜/화채、五味子茶などに果実・ナッツを入れ、花や花形の果物などを浮かせたもの）のひとつとされ、婚礼などで振舞われていたものである。食後の口直しとしてシッケと共に広く好まれ、缶入りでも販売されている。

## 作り方
一般的な作り方は以下のようなものである。シナモンスティックとスライスしたショウガを水に入れ、弱火でしばらく煮る。材料を取り出した後に砂糖（黒砂糖、ザラメ、蜂蜜など）を入れ、冷ました後に干し柿を入れ、数時間おく。冷たくしてから、切った干し柿と、松の実を浮かべて供する。

### その他の作り方
- シナモンとショウガを別々に煮立てて、後で合わせる[6]。
- 黒コショウ（粒）を一緒に煮立てる[2]。
- 器に入れる干し柿は、小さく切ったり丸ごとだったり、種を抜きクルミを入れてスライスしたり、あるいは入れなかったりする[7]。